# Paralophiostomataceae
Paralophiostomataceae is een familie van de  Ascomyceten. 

## Geslachten
De familie bevat de volgende geslachten:
- Paralophiostoma